# Goodbye (Night Ranger)
Goodbye è un singolo del gruppo musicale statunitense Night Ranger, il terzo estratto dal loro terzo album 7 Wishes nel 1985.

## Tracce
1. Goodbye – 4:20
2. Seven Wishes – 4:52

## Formazione
- Jack Blades – voce, basso
- Jeff Watson – chitarra
- Brad Gillis –  chitarra
- Alan Fitzgerald – tastiere
- Kelly Keagy – batteria, voce

## Classifiche
| Classifica (1985)             | Posizione massima |
| ----------------------------- | ----------------- |
| Stati Uniti                   | 17                |
| Stati Uniti (mainstream rock) | 16                |